# Depressotetrix depressa
Depressotetrix depressa är en insektsart som först beskrevs av Brisout de Barneville 1848.  Depressotetrix depressa ingår i släktet Depressotetrix och familjen torngräshoppor. Inga underarter finns listade i Catalogue of Life.

## Bildgalleri

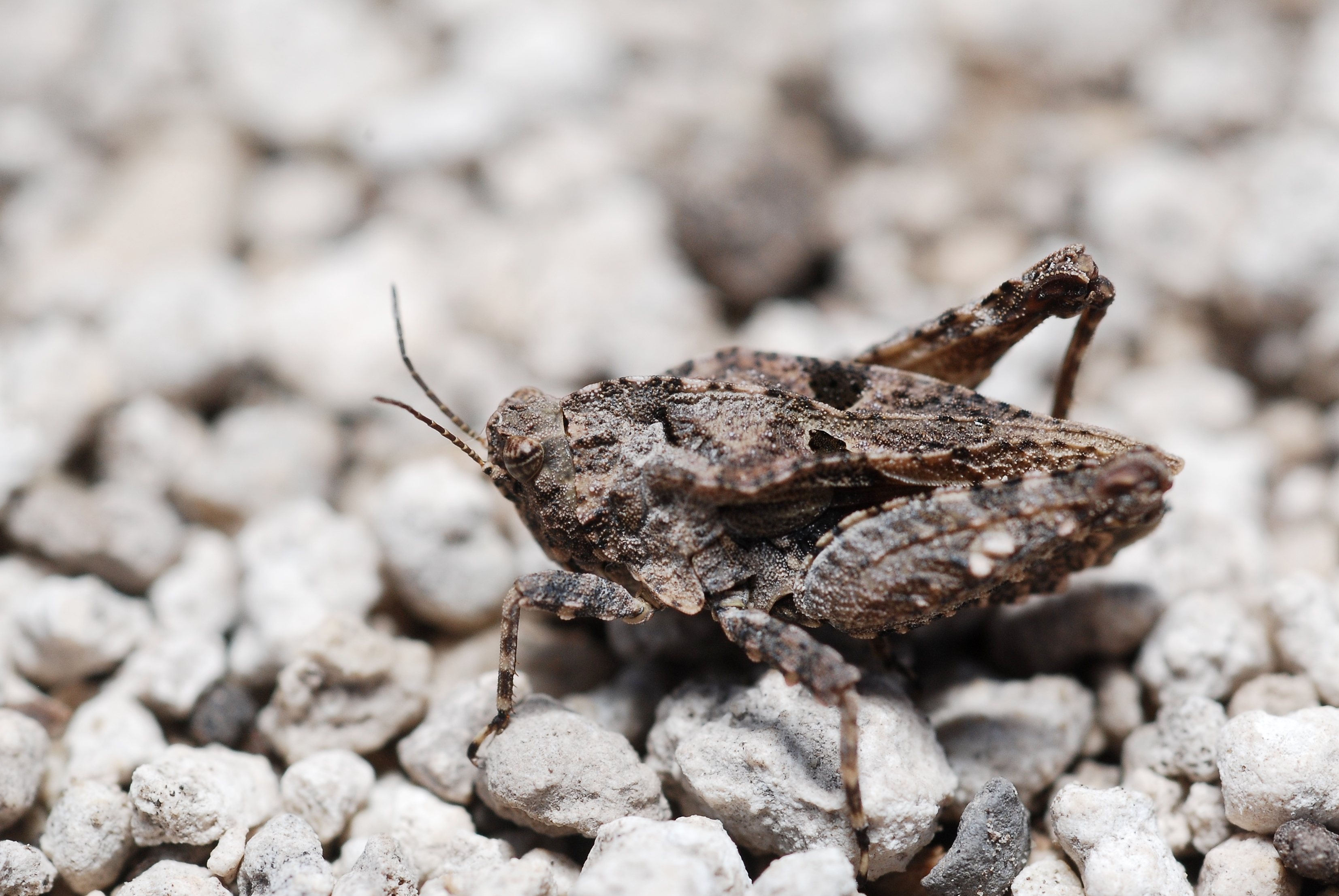
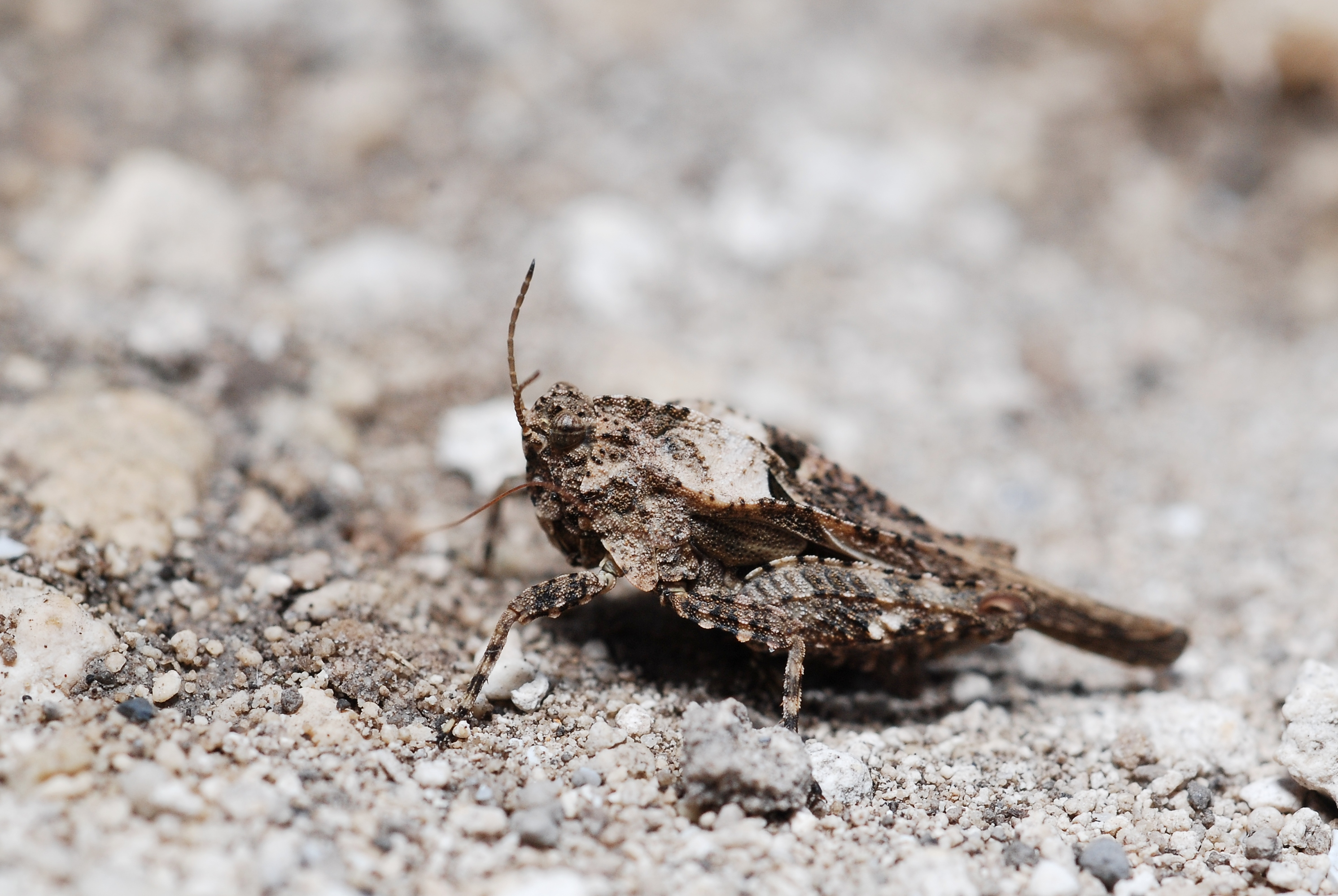